# Neoharpyia verbasci
Neoharpyia verbasci is een vlinder uit de familie tandvlinders (Notodontidae). De wetenschappelijke naam is voor het eerst geldig gepubliceerd in 1798 door Fabricius.
De soort komt voor in Europa.